# تیموراز
تیموراز (گرجی: თეიმურაზ) یک نام مردانه در گرجستان و نواحی قفقاز است که از واژه تهمورث در زبان فارسی ریشه گرفته است. براساس شاهنامه فردوسی تهمورث سومین شاه جهان از پیشدادیان است.
این نام به صورت محدودتری در اوستیای شمالی (به زبان آسی Таймураз)، آذربایجان (به زبان ترکی آذربایجانی Teymuraz, Təhmuraz) و ارمنستان (به زبان ارمنی Թեյմուրազ) هم یافت می‌شود. براساس داده‌های ثبت احوال در حال حاضر ۲۰۶۳۳ نفر از اهالی گرجستان این نام را دارا می‌باشند.

گروهی از افراد مشهوری که این نام را دارند عبارتند از:

## پادشاهان و سیاستمداران
- تهمورث باگراتیونی
- تهمورث‌خان گرجی
- تیموراز دوم

## ورزشکاران
- تیموراز گاباشویلی، بازیکن تنیس
- تیموراز تیگیف، کشتی‌گیر روسیه‌ای-قزاقستانی
- تیموراز سالکازانوف، کشتی‌گیر روسیه‌ای-اسلواکیایی
- تایموراز فریف، کشتی‌گیر روسیه‌ای–اسپانیایی